# Liste der Bodendenkmäler in Perasdorf
Auf dieser Seite sind die Bodendenkmäler in der niederbayerischen Gemeinde Perasdorf zusammengestellt. Diese Tabelle ist eine Teilliste der Liste der Bodendenkmäler in Bayern. Grundlage ist die Bayerische Denkmalliste, die auf Basis des Bayerischen Denkmalschutzgesetzes vom 1. Oktober 1973 erstmals erstellt wurde und seither durch das Bayerische Landesamt für Denkmalpflege geführt wird. Die folgenden Angaben ersetzen nicht die rechtsverbindliche Auskunft der Denkmalschutzbehörde.

## Bodendenkmäler

### Bodendenkmäler in der Gemarkung Perasdorf
| Lage                 | Objekt | Akten-Nr.     | Bild |
| -------------------- | --- | ------------- | ---- |
| Perasdorf (Standort) | Untertägige mittelalterliche und frühneuzeitliche Befunde im Bereich der Katholischen Pfarrkirche St. Laurentius in Perasdorf, darunter Spuren von Vorgängerbauten und der Friedhof. Siehe auch: St. Laurentius (Perasdorf) | D-2-7042-0122 |      |